# Coordinadora Estatal Antinuclear

Logotipo Antinuclear.

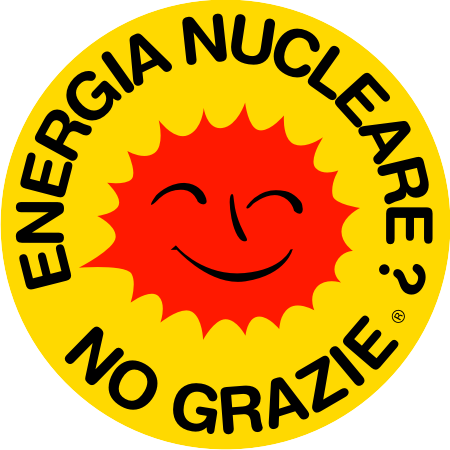
Sol sonriente, de inspiración danesa, que utilizaron todos los movimientos europeos.

La Coordinadora Estatal Antinuclear es una alianza de organizaciones ecologistas y sociales del Estado español, cuyo punto en común es el rechazo del uso militar y civil de la energía nuclear, referente del Movimiento antinuclear.

## Antecedentes
Esta organización se creó originalmente en Soria en mayo de 1977. Permaneció en activo hasta principio de los años 90. Fue impulsada por organizaciones como el Comité Antinuclear de Cataluña-CANC, o la Comisión de Defensa de una Costa Vasca No Nuclear. No tenía una estructura estable, reuniendo de forma itinerante por diferentes ciudades. Tampoco tuvo un censo cerrado de organizaciones, que se incorporaban y abandonaban libremente. Se reunía habitualmente tres veces al año, con etapas de mayor y menor periodicidad.
Una de sus últimas campañas fue la de una Iniciativa Legislativa Popular, que se realizó en 1990

## Actualidad
Se volvió reunir en marzo de 2009. Impulsa una ciberaccion por el cierre de la central nuclear de Garoña. Que termina su periodo de explotación en fechas cercanas. Forman parte de este periodo (Adenex, Amigos de la Tierra, Ecologistas en Acción, Ekologistak Martxan, Greenpeace, Jóvenes Verdes, Coordinadora contra Garoña, Plataforma Cerrar Almaraz, Tanquem les Nuclears-100%Renovables).
Desarrolla una campaña de Ciberacción conjunta para pedir al Presidente Zapatero el cierre de las nucleares.

## Referencias

Las centrales nucleares en España.